# Bálványos
Bálványos è un comune dell'Ungheria di 601 abitanti (dati 2006) situato nella contea di Somogy, nell'Ungheria centro-occidentale.